# Mănăstirea Grigoriu
Mănăstirea Grigoriu (în greacă Γρηγορίου) este o mănăstire de pe Muntele Athos.